# Dohrighat
Dohrighat é uma cidade e uma nagar panchayat no distrito de Mau, no estado indiano de Uttar Pradesh.

## Geografia
Dohrighat está localizada a 26° 16′ N, 83° 31′ L. Tem uma altitude média de 66 metros (216 pés).

## Demografia
Segundo o censo de 2001, Dohrighat tinha uma população de 10,245 habitantes. Os indivíduos do sexo masculino constituem 52% da população e os do sexo feminino 48%. Dohrighat tem uma taxa de literacia de 60%, superior à média nacional de 59.5%: a literacia no sexo masculino é de 68% e no sexo feminino é de 52%. Em Dohrighat, 16% da população está abaixo dos 6 anos de idade.